# Pierre Christophe

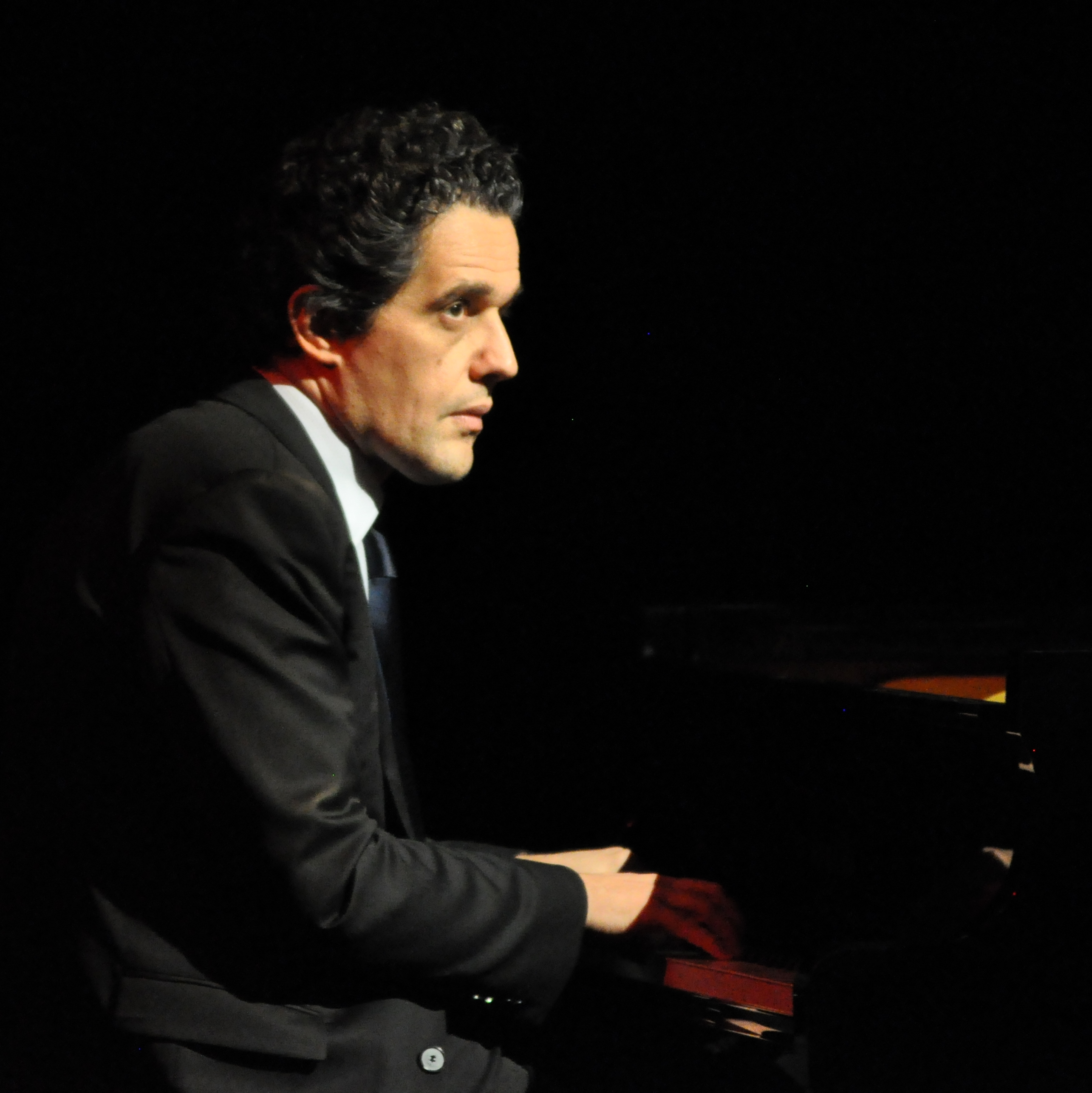
Pierre Christophe in 2016

Pierre Christophe (* 29. Juni 1969 in Bourges) ist ein französischer Jazzpianist und Komponist.
Christophe studierte klassisches Piano am Konservatorium in Marseille (bei Guy Longnon), wobei er 1991 eine Goldmedaille erhielt, und Jazzpiano am CIM (Centre d’informations musicales) in Paris bei Michel Graillier. 1991 bis 1994 studierte er an der Manhattan School of Music. Er besuchte dort vier Jahre den Kurs von Jaki Byard und widmete diesem später (nach dem Tod von Byard 1999) drei eigene Alben mit dem Trio Byard by Us, mit Raphaël Dever (Bass) und Mourad Benhammou (Schlagzeug). 2001 spielte er mit dem Benjamin Herman Trio ebenfalls ein Jaki Byard Album ein. Er begleitete durchreisende US-amerikanische Jazzmusiker wie Frank Morgan, Pete Christlieb, James Spaulding und Lew Tabackin. 2008 gründete er ein eigenes Quartett mit dem Saxophonisten Olivier Zanot.
2007 erhielt er den Prix Django Reinhardt und gewann 2005 bei Jazz à Juan in der Kategorie Neuentdeckung Piano. 2004 war er als Nachwuchstalent für den Django d’Or nominiert.
Als Begleitmusiker nahm er unter anderem mit der Bigband von Gérard Badini (Scriabin’s Groove, Super Bad Trax, 2005), mit James Spaulding und dem Cellisten Vincent Courtois auf.

## Diskographische Hinweise
- Reflets dans l'Hudson, Nocturne 1995
- Byard by Us, Black & Blue Records 2002
- Byard by Us, Vol. 2, Black & Blue Records 2004
- Byard... & More, Black & Blue Records 2006
- Byard by Us LIVE ! , Black & Blue Records 2007
- Frozen Tears, Black & Blue Records 2009
- Live ! Tribute to Erroll Garner 2013
- Valparaiso, Black & Blue Records 2014
- At Barloyd's, Jazz&people 2016
- Live at Smalls - with Joel Frahm & Joe Martin, Camille Productions 2018
- Flowing, Camille Productions 2021